# 天主教拉雷多教區
天主教拉雷多教區（拉丁語：Dioecesis Laredanus）是美國一個羅馬天主教教區，屬聖安東尼奧總教區。成立於2000年7月3日。
範圍包括德克薩斯州南部七縣，教座位於拉雷多。2004年有教友225,250人（佔轄區總人口74.5%）、卅二個堂區、五十六名司鐸。現任教區主教為雅各伯·安多尼·塔馬沃。